# 2178 Kazakhstania
2178 Kazakhstania è un asteroide della fascia principale. Scoperto nel 1972, presenta un'orbita caratterizzata da un semiasse maggiore pari a 2,2077362 au e da un'eccentricità di 0,1547301, inclinata di 3,07385° rispetto all'eclittica.
L'asteroide è dedicato al Kazakistan, oggi stato indipendente e membro dell'Unione Sovietica all'epoca della denominazione dell'asteroide.
Nel 2018 ne è stata ipotizzata la probabile natura binaria, senza tuttavia assegnare un nome pur provvisorio al satellite. Le due componenti del sistema, distanti tra loro 8 km, avrebbero dimensioni di circa 4,17 e 1,08 km. Il satellite orbiterebbe attorno al corpo principale in 18,5 ore.